# Hugues Doneau
Hugues Doneau (Hugo Donellus) (Chalon-sur-Saône, 1527. december 23. – Altdorf bei Nürnberg, 1591. május 4.) francia jogtudós, a jogi humanizmus kiemelkedő képviselője. Részletesen elemezte a Corpus Iuris Civilis-t, hogy minden addiginál jobban rendszerezett formába öntse annak tartalmát. Munkássága két évszázaddal később nagy hatást gyakorolt a német pandekistákra.

## Élete
1527. december 23-án született Chalon-sur-Saône-ban, jogi tudományait pedig Toulouse-ban és Bourges-ban végezte. 1551-ben Bourges-ban szerezte meg a doktori címet a híres humanista jogtudós, François Douaren (Franciscus Duarenus) tanítványaként. Ugyanttt kezdte meg tanári pályáját is, azonban 1572-ben Genfbe kényszerült menekülni hugenotta vallása és a kiújult protestánsüldözések miatt. 1573-tól a heidelbergi egyetem professzora volt, 1579-től pedig a leideni egyetemen tanított. 1588-ban azonban politikai okok miatt el kellett hagynia Leident, és haláláig a Nürnberg közelében található Altdorf nagy tekintélyű egyetemén tanított. 1591. május 4-én itt érte a halál.

## Munkássága
Doneau a Corpus Iuris Civilis anyagának minél rendezett formába való öntését tartotta feladatának. Az ebből a célból készült műve a Commentarii de iure civili, amely 28 könyvből állt, és csak halála után jelent meg részben nyomtatásban. Doneau munkássága jelentősen hozzájárult a civil jog mai értelmezésének kialakulásához, és megalapozta az anyagi jog és eljárásjog 19. században bekövetkező elhatárolását.